# LGV Bretagne-Pays de la Loire
La LGV Bretagne-Pays de la Loire, ou ligne nouvelle 10 (LN10), est une ligne à grande vitesse française qui constitue un prolongement de la branche ouest de la LGV Atlantique vers Rennes et Nantes. D'une longueur de 182 km auxquels s'ajoutent 32 km de raccordements, elle améliore de manière significative la desserte de la Bretagne et des Pays de la Loire en renforçant leur accessibilité de et vers Paris. Sa mise en service a lieu le 2 juillet 2017.
Elle constitue la ligne no 408 000 du réseau ferré national, sous la dénomination « Ligne de Connerré à Rennes (LGV) ».

## Histoire

### Chronologie

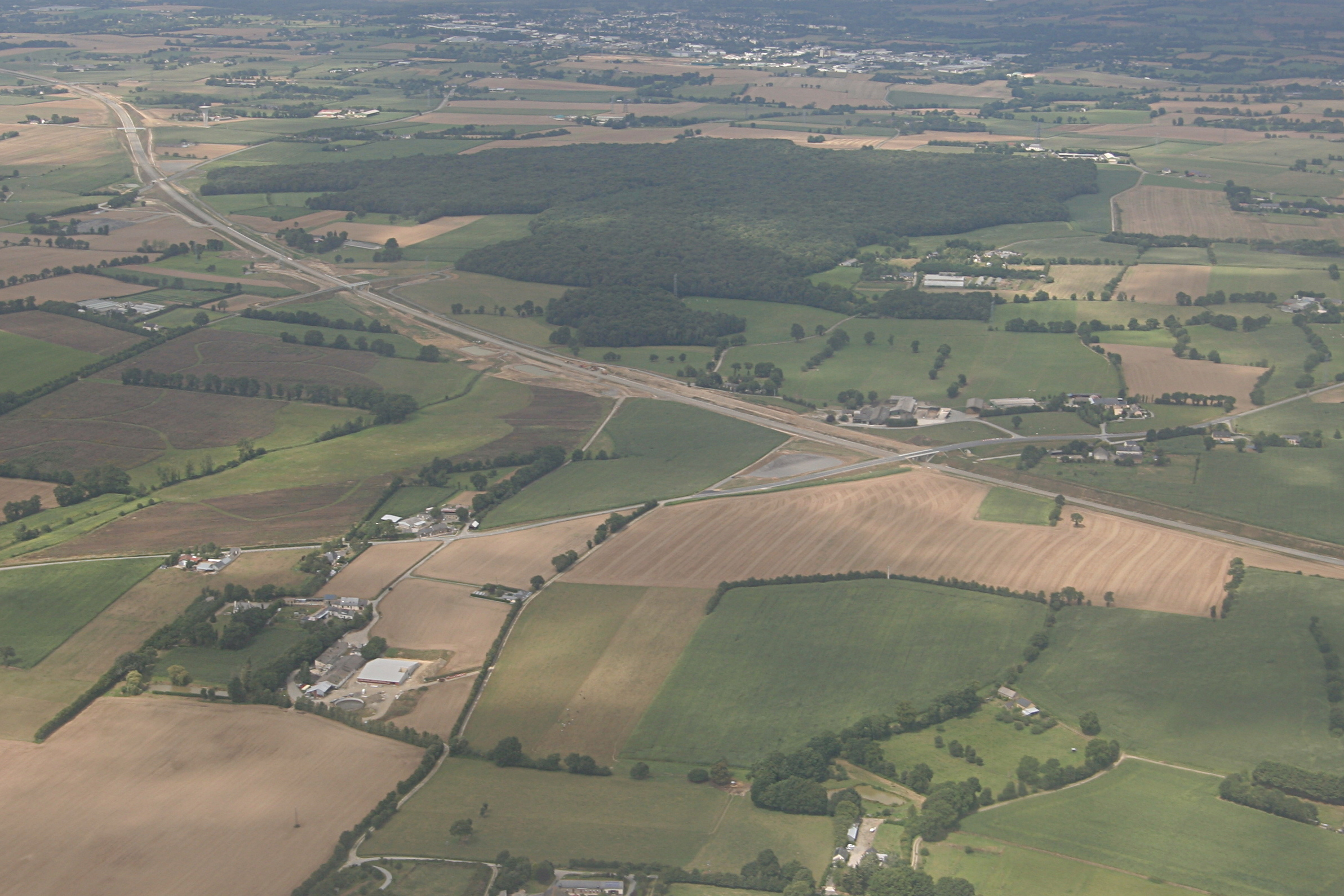
Chantier de la LGV à Noyal-sur-Vilaine en août 2014.

- 24 septembre 1989 : mise en service de la branche ouest de la LGV Atlantique de Courtalain à Connerré, à 25 km du Mans
- 1992 : Inscription au schéma directeur des lignes à grande vitesse
- 1995-1996 : Débat public
- 1996-2000 : Études préliminaires
- 2002-2005 : Études d'avant-projet sommaire (APS)
- 26 janvier 2006 : Approbation ministérielle des études d'avant-projet sommaire
- 30 janvier 2007 : Convention de garantie des dessertes pour les gares du Mans, de Laval, Vitré et Sablé-sur-Sarthe entre l'État, RFF, la SNCF et les collectivités locales.

Un décret du 26 octobre 2007 déclare d'utilité publique et urgents les travaux de construction de la ligne,.
- Mai 2008 : Signature de la partie « Régions » du financement soit un tiers du total[4]
- 23 décembre 2008 : Lancement de l'appel d'offres par le ministre de l'Écologie Jean-Louis Borloo et le secrétaire d'État chargé des Transports, Dominique Bussereau
- 4 mai 2009 : Date limite de dépôt des candidatures
- 14 mai 2009 : RFF annonce que les groupes Bouygues, Eiffage, et Vinci ont répondu à l'appel d'offres
- Août 2009 : Financement approuvé[5]
- fin 2009 : Début des travaux de déboisement et des opérations de diagnostic archéologique
- Désignation du groupe Eiffage à l'issue de l'appel d'offres[6]
- 12 mai 2011 : Déclaration d'utilité publique par arrêté de la « virgule de Sablé »[7]
- 13 juillet 2011 : signature de la convention de financement entre les différents partenaires[8]
- 2012 : Établissement de l'avant-projet détaillé[9]
- 27 juillet 2012 : Inauguration de la base travaux d'Étrelles (Ille-et-Vilaine) par Eiffage et RFF en présence de l’ensemble des financeurs et de Jean-Yves Le Drian, le Ministre de la Défense. La fin des travaux est alors prévue pour l'automne 2016)[9]
- Fin 2012 : Lancement des travaux de génie civil[6]
- Début 2013 : Mise en place du premier aiguillage à Sablé-sur-Sarthe[10]
- 15 juin 2013 : Raccordement des aiguillages à Sablé-sur-Sarthe[11]
- 26 juillet 2013 : Raccordement programmé des aiguillages à Saint-Berthevin, entre la ligne existante et le raccordement Ouest de Laval
- 29 juillet 2013 : Mise en place du viaduc au-dessus de la Sarthe à Neuville-sur-Sarthe[12]
- Automne 2014 : début de la pose des voies[13]
- Début 2015 : début de l'électrification[14]
- Novembre 2016 : Début des essais[15],[16]
- 15 mai 2017 : Livraison à la SNCF[16]
- 2 juillet 2017 : Mise en service[17],[18]

### Fouilles archéologiques
Réalisées avant le début des travaux de terrassement, les fouilles archéologiques ont été menées sur 28 sites différents. Ils ont permis de découvrir :
- un important gisement de silex exploité par l'homme de Néandertal à Fontenay-sur-Vègre[19] ;
- une ferme gauloise à Ruillé-le-Gravelais[19] ;
- plusieurs grands domaines ruraux de l'époque gallo-romaine[19].

### Travaux
Le chantier, conduit par Eiffage, a employé jusqu'à 4 500 personnes à l'été en 2013. Les essais en ligne se déroulent de novembre 2016 à mars 2017 par paliers de vitesse jusqu'à 352 km/h, ce qui correspond à la vitesse limite de la ligne (320 km/h) majorée de 10 %.

### Trafic et gains de temps prévus
Les temps de parcours et gains envisagés au moment de l'élaboration du projet, et plus précisément, après la déclaration d'utilité publique, en 2008, étaient les suivants :
- Paris ↔ Laval en 1 h 10[20] (gain : 22 minutes[21])
- Paris ↔ Rennes en 1 h 27 (gain : 37 minutes)[20]
- Paris ↔ Saint-Malo en 2 h 15 (gain : 37 minutes) [22]
- Paris ↔ Brest en 3 h 08[4] (gain voir projets complémentaires ci-dessous)
- Paris ↔ Quimper en 3 h 08[4] (gain voir projets complémentaires ci-dessous)
- Paris ↔ Angers en 1 h 17[20],[23] (gain : 8 minutes)[20],[23]
- Paris ↔ Nantes en 1 h 52[20] (voire 1h51[23]) (gain : 8 minutes)[20],[23]
- Laval ↔ Rennes et Laval ↔ Le Mans en 24 min[20]
- Laval ↔ Angers en 40 min[24] (gain voir projets complémentaires ci-dessous)
- Le Mans ↔ Rennes en 41 min[20] (gain : 29 minutes[21])
- Angers ↔ Rennes en 1 h 25[24] (gain voir projets complémentaires ci-dessous)
- Lille ↔ Rennes en 3 h 20 (gain : 30 minutes[21])
- Lyon ↔ Rennes en 3 h 50 (gain : 30 minutes[21])
- Marseille ↔ Rennes en 4 h 50 (gain : 30 minutes[21])

Il est prévu 5 allers-retours supplémentaires à destination de l’ouest de la France lors de la mise en service. En termes de fréquentation, il est prévu qu'elle apporte environ 2 millions de voyageurs supplémentaires[Quand ?][réf. nécessaire].

### Financement
Le coût prévisionnel du projet est entre 3,3 et 3,4 milliards d'euros[Quand ?]. À la fin du chantier, en 2017, il est toujours évalué à 3 milliards d'euros.
Au niveau de la participation de l'État, ce projet fait partie des projets d'infrastructures retenus dans le cadre du Grenelle de l'environnement qui établit la part de RFF dans le projet à au moins 34 % voire 40 % et celle de l'État à égalité avec celle de l'ensemble des collectivités locales. Cependant, officiellement, rien n'est encore chiffré concernant la part de RFF et de l'État à l'heure actuelle. Il est fait appel à un PPP attribué à Eiffage Rail Express, filiale du groupe Eiffage, associé aux bureaux d’ingénierie Setec et Ingerop pour les missions de conception.
Le contrat de partenariat a été signé le 28 juillet 2011 pour construire et entretenir la LGV pendant 25 ans. Eiffage avancera le tiers de l'investissement et touchera en retour pendant 25 ans des loyers fixes de RFF, qui exploitera la ligne et encaissera les péages versés par l'opérateur.
La ligne a également été retenue dans le cadre du plan de relance de l'économie, ouvrant à une capacité d'engagement de 15 M€ pour 2009 afin de réaliser par anticipation les acquisitions foncières et les études détaillées.
À noter que la ligne nouvelle ne pourra pas bénéficier d'une partie des 300 millions d'euros pour la période 2007-2013 alloués à la Bretagne par le fonds européen de développement régional, contrairement par exemple à la LGV Est, puisque le projet concerne une desserte franco-française, et n'entre pas dans le cadre de la réorientation des fonds vers les pays de l'Est depuis 2007. Cependant, 100 millions de cette somme pourront toutefois être utilisés dans le cadre du projet complémentaire (cf ci-dessous).
En fonction des engagements déjà pris, voici la répartition actuelle plausible du financement de la ligne :
- Régions + collectivités locales (90,5 % Bretagne / 9,5 % Pays de la Loire) : 1 110,4 M€ dont 896 millions pour la LGV et les 214,4 M€ restant pour les prolongations vers Brest et Quimper. Cette somme représente 32,6 % du total nécessaire ;
- État : 1 093,4 M€ issus du « Grenelle de l'environnement » + 15 M€ issus du plan de relance (soit un total de 32,6 %, si l'on garde l'hypothèse d'une part égale à la somme engagée par l'ensemble des collectivités) ;
- Réseau ferré de France : 1 183,2 M€ (hypothèse 34,8 %, le restant soit plus que les 34 % minimums requis).

Le financement par la région Bretagne se décompose comme suit au niveau des différentes collectivités :
- 58 % pour la région ;
- 19,1 % pour les collectivités d’Ille-et-Vilaine dont Rennes Métropole ;
- 9,4 % pour le Conseil général du Finistère ;
- 7,1 % pour le Conseil général du Morbihan ;
- 6,4 % pour le Conseil général des Côtes-d'Armor.

La participation de chaque collectivité a été déterminée par le gain de temps de parcours.
Le total correspond approximativement au financement d'un tiers du projet par chacune des trois parties en présence.

## Caractéristiques

### Tracé
La ligne à grande vitesse vers la Bretagne constitue le prolongement de la branche ouest de la LGV Atlantique, qui se termine à Connerré (Sarthe) où elle rejoint la ligne venant de Chartres.
Elle passe au nord du Mans pour plonger dans le sud-ouest vers Sablé-sur-Sarthe (Sarthe), où un barreau permet de rejoindre la ligne classique en direction d'Angers et Nantes. Elle poursuit en remontant au nord-ouest pour passer au nord de Laval, qu'elle dessert par deux raccordements sur la ligne classique. Elle se raccorde finalement à la ligne classique Paris - Brest à Cesson-Sévigné (Ille-et-Vilaine) dans la banlieue rennaise afin d'y rejoindre la gare de Rennes. Aucune gare nouvelle n'est construite sur le parcours.
RFF a publié la carte du tracé annexée à la déclaration d'utilité publique du 26 octobre 2007,.
En complément, la « virgule de Sablé » est un raccordement entre la branche « Bretagne » de la LGV vers Rennes et la courte branche « Pays de la Loire » vers Nantes. Ce raccordement se situe sur la commune d’Auvers-le-Hamon, au nord de Sablé-sur-Sarthe ; la branche « Pays de la Loire » de la LGV s'y raccorde à la ligne classique Paris - Nantes.
Il est prévu 204 ouvrages d'art.

### Équipement

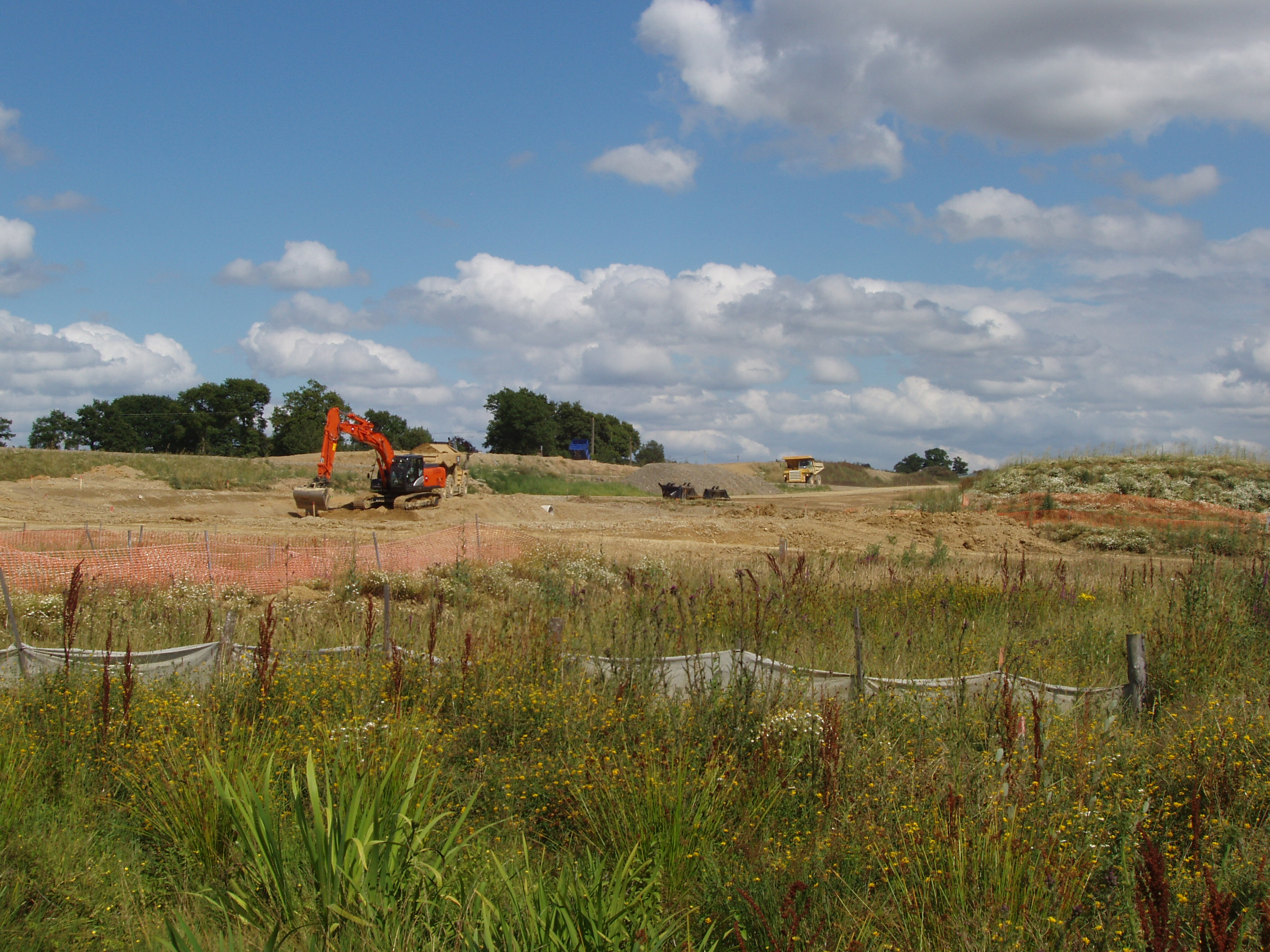
Chantier de la LGV à Noyal-sur-Vilaine au Bois de Gervis.

Comme toute LGV, la ligne est électrifiée en 25 kV 50 Hz alternatif. La signalisation est installée par Ansaldo STS et comprend l'ETCS (système européen de contrôle des trains) de niveau 2 et la TVM 300 (et non de la TVM 430, pour permettre aux rames TGV Atlantique, qui ne sont équipées que de la TVM 300 en grande majorité, d'emprunter la ligne dans son intégralité). Le contournement du Mans et ses raccordements (32 km) sont équipés de l'ETCS de niveau 1 pour pouvoir être empruntés par les trains de fret.

### Ouvrages d'art
Les 214 km de la LGV Bretagne-Pays de la Loire ont nécessité la construction de neuf viaducs.
La liste des ouvrages d'art importants figure sur le tableau ci-dessous
| Ouvrage d'art majeurs sur la LGV Bretagne-Pays de la Loire) D'après la publication d'Eiffage (La lettre aux riverains no 5 de juillet/septembre 2013) |                                  |                            |          |         |
| Nature et nom de l'ouvrage | Lieu                             | Obstacle                   | Longueur | Hauteur |
| Viaduc de la Sarthe | Neuville-sur-Sarthe (Sarthe)     | Sarthe                     | 433 m    | 10 m    |
| Viaduc de la Courbe |                                  |                            | 374 m    | 21 m    |
| Viaduc de l'Erve |                                  | Erve                       | 144 m    | 10 m    |
| Viaduc de la Vaige |                                  | Vaige                      | 104 m    | 9,2 m   |
| Viaduc de la Jouanne |                                  | Jouanne                    | 118 m    | 15,4 m  |
| Viaduc du Quartier |                                  |                            | 263 m    | 22 m    |
| Viaduc de la Mayenne |                                  | Mayenne                    | 222 m    | 17,8 m  |
| Estacade du Vicoin |                                  | Vicoin                     | 259 m    | 16,7 m  |
| Viaduc du Vicoin |                                  | Vicoin - Ligne Paris-Brest | 337 m    | 29,5 m  |
| Tranchée couverte de Cesson-Sevigné | Cesson-Sévigné (Ille-et-Vilaine) |                            | 350 m    |         |

## Exploitation et maintenance
La gestion des circulations est assurée par la SNCF. Conformément au contrat du partenariat public-privé créé pour ce projet, l'entretien et le renouvellement de la LGV sont confiés à la filiale d'Eiffage Eiffage Rail Express (ERE) jusqu'en 2036, renouvelable de cinq ans. ERE devient donc la première entreprise privée de gestionnaire d'infrastructure ferroviaire du réseau ferré national.

## Trafic

### Gains de temps
En 2017 lors de l'ouverture de la ligne les meilleurs temps de parcours annoncés sont les suivants :
- Paris ↔ Laval en 1 h 11[36]
- Paris ↔ Rennes en 1 h 25[36]
- Paris ↔ Saint-Malo en 2 h 14[36]
- Paris ↔ Brest en 3 h 13[36]
- Paris ↔ Quimper en 3 h 16[36]
- Paris ↔ Angers en 1 h 22[36]
- Paris ↔ Nantes en 1 h 56[36]

## Projets complémentaires

### Liaison vers la pointe bretonne
Il est prévu d'améliorer les lignes Rennes - Brest et Rennes - Quimper (suppression des passages à niveau, rectification des courbes…). Les temps de parcours depuis Paris pour Brest et Quimper seraient alors aux alentours de 3h15.
L'objectif était initialement qu'elles puissent être parcourues par des TGV pendulaires (encore inexistants) à la vitesse de 220 km/h, afin d'atteindre les 3h00 sur le Paris-Brest. Cependant, à la suite d'une étude de la SNCF et une contre-expertise de la Région, allant dans le même sens - un coût de 180 millions au lieu des 100 millions prévus[réf. souhaitée] et uniquement pour l'infrastructure, pour un gain de temps de seulement 5 minutes - le projet de TGV pendulaires a de grandes chances d'être enterré. Dans ces conditions, les 3h00 ne pourraient éventuellement être atteintes qu'en supprimant par exemple l'arrêt du Paris-Brest en gare de Rennes (comme actuellement sur certains TGV le vendredi soir en basse saison et tous les jours en plein été)[réf. souhaitée].
Ainsi, en octobre 2009, un TGV a atteint la vitesse de 230 km/h sur une section, réaménagée, de la ligne Rennes-Brest, entre Morlaix et Saint-Brieuc. Des vitesses commerciales de 210 à 220 km/h sont utilisées sur les segments les plus rectilignes de cette ligne depuis décembre 2009.

### Liaisons nouvelles Ouest Bretagne-Pays de Loire (LNOBPL)
Le projet de « Liaisons nouvelles Ouest Bretagne-Pays de la Loire » s’inscrit dans la continuité de la ligne à grande vitesse Bretagne-Pays de la Loire, afin de diffuser l’« effet grande vitesse » à l’ensemble du territoire et d’améliorer les temps de parcours jusqu’à la pointe bretonne. Selon RFF, il contribuerait d’une part au renforcement des mobilités régionales en rapprochant Nantes et Rennes et en améliorant le maillage régional, et d’autre part au développement des mobilités nationales et internationales. Sa mise en service est envisagée aux alentours de 2035.
Le projet LNOBPL a fait l'objet d'un débat public organisé par la Commission nationale du débat public. Il s'est déroulé du 4 septembre 2014 au 3 janvier 2015 et permet au public de s'exprimer en réunion publique et sur le site internet du débat public,. Trois scénarios seront présentés au public. La concertation se termine en 2017 et le projet concernera les quatre départements de la Bretagne ainsi que la Loire-Atlantique. Il est alors estimé entre 3,1 et 5,5 milliards d'euros pour un aboutissement prévu au bout de quinze ans.
Le lancement des études préliminaires du projet LNOBPL a été acté par décision ministérielle du 21 février 2020.

### Projets urbains
D'autre part, l'arrivée de la ligne à grande vitesse à Rennes va être synonyme de profondes modifications au sein de l'architecture de la ville, en particulier pour le quartier de la gare où de nombreux projets de transports sont concentrés, par ordre d'échéance :
- construction de la ligne b du métro qui comme la ligne a, dessert la gare, initialement prévue pour 2020, et mise en service en 2022 ;
- création d'un quai supplémentaire permettant la mise à disposition de deux nouvelles voies (9 et 10)[46] ;
- création d'un quartier d'affaires, le projet EuroRennes[47].

La ville de Laval a également engagé un important chantier de réaménagement du quartier de la gare :
- construction d'une nouvelle passerelle au-dessus de la ligne ferroviaire pour relier le quartier des Pommeraies au centre-ville dont les travaux ont commencé en avril 2017[49] ;
- construction d'un pôle d'échange intermodal comprenant une nouvelle gare routière (déplacée du centre-ville à la gare ferroviaire) ;
- ouverture d'une nouvelle rue reliant la gare au pont de Paris (route de Mayenne) parallèle à la rue des Trois Régiments ;
- construction de nouveaux bâtiments destinés aux activités tertiaires.